# 11227 Ksenborisova
11227 Ksenborisova este un asteroid din centura principală de asteroizi.

## Descriere
11227 Ksenborisova este un asteroid din centura principală de asteroizi. A fost descoperit pe 10 mai 1999 la Socorro, New Mexico, în cadrul proiectului LINEAR. Asteroidul prezintă o orbită caracterizată de o semiaxă mare de 2,27 ua, o excentricitate de 0,03 și o înclinație de 3,6° în raport cu ecliptica.